# Barbula dissita
Barbula dissita är en bladmossart som beskrevs av C. Müller 1898. Barbula dissita ingår i släktet neonmossor, och familjen Pottiaceae. Inga underarter finns listade i Catalogue of Life.